# Гиреево (Калужская область)

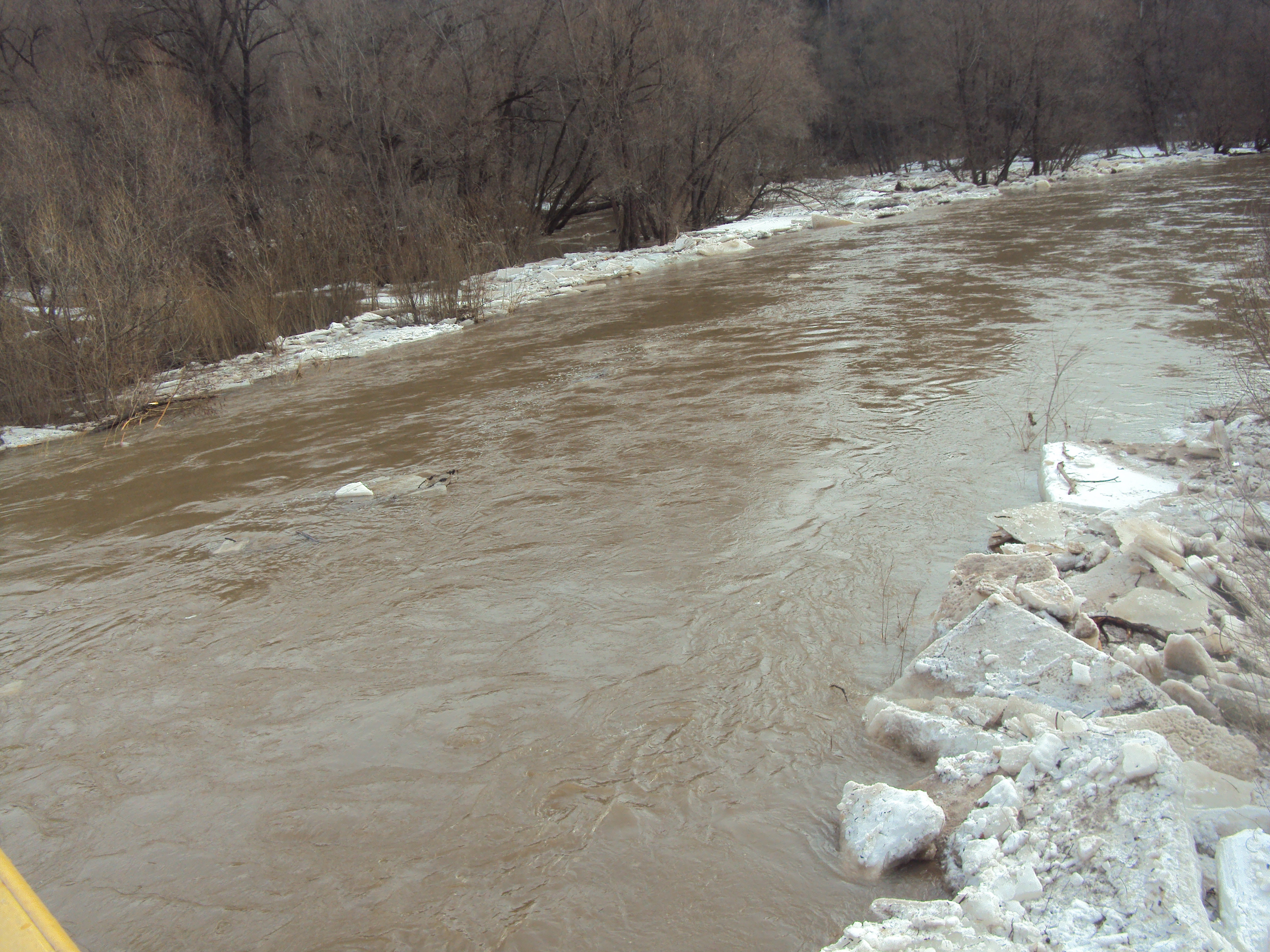
Река Шаня в районе Гиреевского моста

Гиреево — деревня в Износковском районе Калужской области. Входит в состав сельского поселения «Село Шанский Завод». До упразднения уездно-губернского деления входило в состав  Гиреевской волости Медынского уезда .

## Этимология
Существует несколько версий относительно происхождения населённого пункта:
- Название деревне дано в честь династии Гераев (Гиреев), — ханов, правивших Крымским государством с начала XV века до присоединения его к Российской империи в 1783 году.
- Населённый пункт назван по имени(прозвища) первого владельца — Гиря (плешивый или коротко стриженный)[2][3]
- В XVII веке в Медынском уезде проживал боярин Фёдор Жданович Киреев [4], в XVI — Андрей Жданович Киреев, Андрей Иванович Киреев, Иван Васильевич Киреев[5].
- На карте Калужского наместничества именуется как Гурьево[6]

## География
Находится в пределах Смоленско-Московской возвышенности Русской равнины, на берегах реки Лубянки, притока Шани, между деревней Гусево и селом Шанский завод, примерно в 77 км от областного центра города Калуги,  22 км от районного центра села Износки.

## История

### XVII век
Гиреево — село Гиреевской волости Можайского уезда. Местность также относилась к Можайской десятине Московской Епархии и  можайскому стану Брагин Холм.
1609 год : Гиреевская волость опустела во время Литовского разорения(Смутного времени).
1653 год: В Можайских писцовых книгах писалось, что при селе Гирееве на реке Восточной Любенке (Лубянке) на месте, где стояла церковь Страстотерпца Христова Георгия, в приделе святого Николая, имелась земля, с которой питались нищие и церковные причетники.  При земле этой было семь дворов, десятина заброшенной пашни, девять десятин пашни, заросшей лесом, 15 копен сена. Земля в запустении, никто ей не владеет. При межевании земли использовалось место, где у погоста находилось устье ручья, впадающего в Любенку. Упоминаются дороги на пустошь Юрову и к селу Онтупову. Межевал церковную землю крестьянин деревни Прокшиной Екимка Лябин.  Отмечается что, Гиреево относится к стану Холм в Урагине (Брагину Холму).
1676-1682 г.г. Дворцовые Кузовская и Гиреевские волости Можайского уезда упоминаются в писцовых книгах подъячего Игнатия Пигина
1683 год: Упомянутая церковная Георгиевская земля числится за крестьянами дворцового села Гиреево. В том же году староста села Гиреево Ганка Яковлев с товарищами обращаются с челобитной к патриарху Иоакиму о строительстве на прежнем месте церкви мученика Георгия. Патриарх дал своё благословение издал указ на постройку церкви  с пометкой казначея Паисия Сийского. По сказке церкового дьячка села Гиреево Антипки Устинова, приход церкви будет включать 28 крестьянских дворов, дворы церковных служителей; дань на церковь положена в  24 алтына и две деньги, заезд — одна гривна.
1685 год: Шестого июня по указу патриаха Иоакима Георгиевская церковь села Гиреево была освящена. Была наложена дань: c попова двора — 4 деньги, c дворов дьячка и пресвитера - 1 деньга; со дворов помещика, старосты деревни Никулино, 66-ти средних крестьянских дворов и церковной земли - десятина и 15 копен сена с покосов. По патриаршему указу дань налагалась с 1686-года и составляла 1 рубль, 16 алтын и 2 деньги.

### XVIII век
1710-1715 г.г. Село Гиреево  — центр  дворцовой Гиреевской волости Можайского уезда с церковью. При ней поп Устин Прокофьев и дьячок Дмитрий Александров.
1724 год: На карте окрестностей Можайска Делиля Гиреево нанесено как село на реке (Восточная)Лубянка.
1739 год: Тульские промышленники,  братья Мосоловы, запустили в Гиреево Нижнешанский молотовой(металлургический) завод.
1753 год: По указу Сената графу Шувалову, в Можайском уезде, в дачах дворцовой Гиреевской волости, отдано удобное праздное (незанятое, пустующее) место, на котором прежде построен был молотовой завод Мосоловых
1755 год:  Нижнешанский завод становится собственностью графа Александра Ивановича Шувалова .
1762 год: 9 июня по высочайшему указу императора Петра III генерал-фельдмаршалу А.И. Шувалову и его супруге пожалованы в вечное и потомственное владение 2000 душ крестьян в дворцовых волостях по его выбору. 20 июня за графом Шуваловым были утверждены Гиреевская и Кузовская волость Можайского уезда. В следующем году уже императрица Екатерина II подтверждает действия указа своего покойного мужа.
1776 год: Заводчики Мосоловы основывают на реке Шаня, около села Гиреево, полотняно-парусную фабрику в 16 станов.
1782-1784: Гиреевым владеет вдова А.И. Шувалова, Екатерина Ивановна Шувалова. Гиреево и её окрестности становятся частью Медынского уезда.

### XIX век

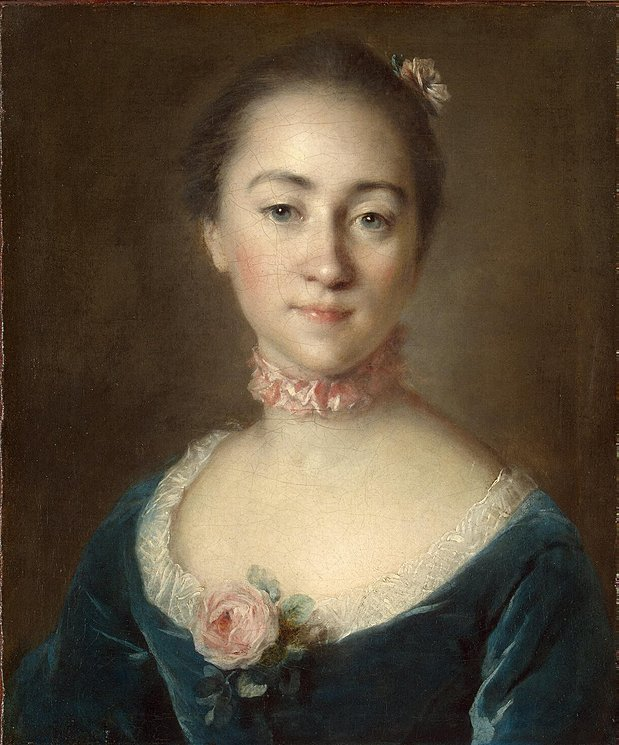
Головкина Екатерина Александровна, урождённая Шувалова (1733-1821)

1822-1824 г.г. : Крестьяне  Гиреева поднимают бунт против управляющего имением  покойной помещицы Екатерины Александровны Головкиной, дочери Александра Ивановича Шувалова.  Причиной бунта стало разорение крестьян. Волнение было подавлено при помощи военных
1836 год: Гиреево — владельческое сельцо Гиреевской волости 2-го стана Медынского уезда Калужской губернии.
1849 год: Церковь  села отстраивается заново, при непосредственном участии графа Андрея Петровича Шувалова.
1856 год: Гиреевской волостью с деревнями, хуторами и пустошами  владеет граф Андрей Петрович Шувалов.
1860 год:  граф Андрей Петрович Шувалов владеет селом Гиреево с деревнями.
1864 год: На реке Шаня около села Гиреево находится переправа.
1871 год: На карте Стрельбицкого Гиреево обозначено как село.
1890 год: Из адреса-календаря Калужской губернии на 1890 год можно узнать, что старшиной Гиреевской волости был Александр Соловьёв. В Гирееве проживал дворянин Василий Львович Яников, глава 4-го земского участка.

### XX век
1910 год: В селе работает школа.
30-е годы: Кузово и Гиреево отличается высокими вовлечением в отхожие промыслы.

### XXI век
В 2004-м году Гиреево входит в состав сельского поселения Шанский завод.

## Население
| 2002 | 2010 |
| ---- | ---- |
| 18   | ↗24  |

## Инфраструктура
Личное подсобное хозяйство с зоной сельскохозяйственного использования, индивидуальная застройка усадебного типа.

## Транспорт
От ближайшего села Шанский Завод, два раза в день ходит автобус до города Медынь. Расположено на автомобильной дороге общего пользования межмуниципального значения 29 ОП МЗ 29Н-191 («Шанский Завод — Гиреево»)
За деревней, на дороге в сторону города Медынь стоит постоянный бетонный мост через реку Шаня.